# Elmer Snowden
Elmer Chester Snowden (Baltimore (Maryland), 9 oktober 1900 – Philadelphia (Pennsylvania), 14 mei 1973) was een Amerikaanse jazzbanjospeler.

## Biografie
Elmer Snowden werd geboren in Baltimore als zoon van Gertude Snowden en hij had een broer, James. Zijn moeder werkte als wasvrouw, maar tegen de tijd dat de Eerste Wereldoorlog in 1917 de registratie ontwierp in 1917, een maand voor zijn zeventiende verjaardag, vermeldde hij al zijn beroep als muzikant, terwijl hij bij zijn moeder woonde en de in 1920 gehouden federale volkstelling vond hem nog steeds thuis wonen, werkzaam als een 'muzikant in een danszaal'. Snowden was de oorspronkelijke leider van de Washingtonians, een band die hij in 1923 vanuit de hoofdstad naar New York bracht. Snowden kon geen boeking krijgen en stuurde Duke Ellington, die bij de band was toen het drie testkanten opnam voor Victor Records, die nooit werden uitgebracht en vermoedelijk verloren zijn gegaan. Ellington nam uiteindelijk het leiderschap van de band over, die de kern bevatte van wat later zijn beroemde orkest werd. Snowden trad vanaf 1923 veelvuldig op als sessiemuzikant, sideman en begeleider bij bijna elk label in New York vanaf 1923, vaak in trio's met Bob Fuller op klarinet en Lou Hooper op piano. Hoewel deze muzikanten tientallen bekende blueszangeressen begeleidden, werden ze zelden met naam genoemd, behalve op twee kanten met Bessie Smith in 1925 en zes kanten met de Sepia Serenaders in 1934.
Snowden was ook een gerenommeerde orkestleider. Count Basie, Jimmie Lunceford, Bubber Miley, 'Tricky Sam' Nanton, Frankie Newton, Benny Carter, Rex Stewart, Roy Eldridge en Chick Webb behoorden tot de muzikanten die in zijn verschillende bands werkten. Zeer actief in de jaren 1920 als agent en muzikant, had Snowden ooit vijf bands onder zijn naam in New York, waarvan er één werd geleid door pianist Cliff Jackson. De meeste van zijn bands werden niet opgenomen, maar een Snowden-band met Eldridge, Al Sears, Dicky Wells en Sid Catlett verscheen in de film Smash Your Baggage uit 1932. Hoewel Snowden zijn hele leven muzikaal actief bleef, na het midden van de jaren 1930, met de pensionering van zijn oude muzikale partner Bob Fuller, was zijn carrière betrekkelijke onbekend in New York. Hij bleef spelen tijdens de jaren 1930, 1940 en 1950, maar stond ver buiten de aandacht. Na een geschil met de muzikantenbond in New York verhuisde hij naar Philadelphia, waar hij muziek doceerde, waarbij hij onder zijn leerlingen pianist Ray Bryant, diens broer, bassist Tommy Bryant en saxofonist Sahib Shihab telde.
Snowden werkte in 1959 als parkeerwachter, toen hij Chris Albertson, toen een diskjockey uit Philadelphia, ontmoette. In 1960 bracht Albertson Snowden en zanger-gitarist Lonnie Johnson samen voor twee Prestige Records-albums, assembleerde hij een kwartet met Cliff Jackson voor de Riverside-sessie Harlem Banjo en in 1961 een sextetsessie met Roy Eldridge, Bud Freeman, Jo Jones en Ray en Tommy Bryant, dat werd uitgebracht bij de labels Fontana Records en Black Lion Records. In 1963 kreeg zijn carrière een boost en verscheen Snowden op het Newport Jazz Festival. Hij verhuisde vervolgens naar Californië om les te geven aan de University of California, Berkeley, speelde met Turk Murphy en doceerde privé-studenten in gitaar en banjo. Hij toerde door Europa in 1967 met de Newport Guitar Workshop. In 1969 verhuisde Snowden terug naar Philadelphia, waar hij ook overleed.

## Overlijden
Elmer Snowden overleed in mei 1973 op 72-jarige leeftijd.

## Discografie
- Harlem Banjo (Riverside, 1960) met Cliff Jackson, Tommy Bryant, Jimmy Crawford

- Bibliothèque nationale de France: cb13944039z (data)
- Gemeinsame Normdatei: 134943368
- International Standard Name Identifier: 0000 0000 5516 2040
- Library of Congress Control Number: n95042696
- MusicBrainz: 35c9213b-8088-44c9-b233-06d04203177b
- Nationale Bibliotheek van Tsjechië: ola2002158288
- SNAC: w6pd0tv9
- Virtual International Authority File: 17412978
- WorldCat: E39PBJrGvrFhk8HFkYrJd36Myd